# Бенда, Йозеф
Йозеф (Иосиф) Бенда (чеш. Josef Benda, нем. Joseph Benda; 1724—1804) — чешский скрипач и композитор.

## Биография
Родился 7  мая 1724 года в городке Бенатки-над-Йизероу в семье Яна Иржи (Иоганна Георга) Бенды и его жены Дороты Брикс. Его старшие братья Франтишек, Ян Йиржи и Йиржи Антонин также композиторы-скрипачи, а младшая сестра Анна Франциска — оперная певица.
В 1742 году уехал с родителями из Чехии в Потсдам. По просьбе его брата Франтишека о семье и самом Йозефе позаботился прусский король Фридрих II.
Йозеф начал свою музыкальную карьеру в качестве скрипача в прусской придворной группе (в 1742 году), а после смерти брата Франтишека (в 1786 году) — был назначен руководителем капеллы (дирижёром). Занимал эту должность до 1797 года.
Из трудов Йозефа Бенды сохранились: соната для скрипки (в библиотеке Staatsbibliothek zu Berlin Preussischer Kulturbesitz) и 12 каприччио для скрипки и виолончели.
Умер 22 февраля 1804 года в Берлине.
Два сына Йозефа, Эрнст Фридрих Бенда (1749–1785) и Карл Фридрих Франц Бенда (1754–1816), также стали скрипачами.